# ExpoAmazónica
La ExpoAmazónica es una feria internacional que se desarrolla anualmente entre los departamentos de la amazonia peruana, bajo el liderazgo del Consejo Interregional Amazónico (CIAM) y la Agencia de los Estados Unidos para el Desarrollo Internacional (USAID).

## Descripción
La feria es incentivada por el Estado peruano como una manera de promover los productos de la selva al público en general, aunque su temática principal va dirigido a los departamentos amazónicos, también cuenta con la participación de delegaciones de los andes, costa y de países extranjeros como Colombia o Brasil.
El desarrollo de la feria paralelamente es utilizado por los diferentes gobiernos regionales para fomentar el turismo y las políticas de desarrollo sostenible en el entorno amazónico. En las exposiciones anuales también se registraron participación de pequeñas y medianas empresas, productos de las poblaciones rurales y comunidades amerindias. También la gastronomía de la selva es un factor importante en el desarrollo de la feria.

## Historia
Tarapoto, ciudad del departamento de San Martín, fue el primer lugar donde se desarrolló la ExpoAmazónica entre el 14 y 17 de julio de 2011 por acuerdo de la sexta reunión del Consejo Interregional Amazónico (CIAM), una alianza estratégica formado por Amazonas, Loreto, Madre de Dios, San Martín, Ucayali y Huánuco. El entonces gobernador regional de San Martín César Villanueva fue el encargado de hacer público la noticia.
La edición de la ExpoAmazónica 2017, desarrollada en las ciudades de Moyobamba y Tarapoto, fue la única que fue realizada en dos ciudades paralelamente.
Las ciudades de Iquitos, Pucallpa y Tarapoto llevaron a cabo más de una edición de la ExpoAmazónica.
Hasta la actualidad la ExpoAmazónica 2019 en Iquitos, desarrollado entre el 15 y 18 de agosto, fue la de mayor asistencia.

### Cronología
| 2011 | Tarapoto           | 14-17 de julio  |  |
| 2012 | Pucallpa           | 12-15 de julio  |  |
| 2013 | Iquitos            | 10-13 de agosto |  |
| 2014 | Bagua Grande       | 10-13 de julio  |  |
| 2015 | Puerto Maldonado   | 13-16 de agosto |  |
| 2016 | Tingo María        | 14-17 de julio  |  |
| 2017 | Moyobamba-Tarapoto | 10-13 de agosto |  |
| 2018 | Pucallpa           | 9-12 de agosto  |  |
| 2019 | Iquitos            | 15-18 de agosto |  |
| 2020 | Chachapoyas        | 20-23 de agosto |  |